# Mesa Redonda Europea de Industriales
La Mesa Redonda Europea de Industriales (en inglés: European Round Table of Industrialists), usualmente abreviado ERT, es un grupo influyente en la Unión Europea que agrupa a 40 de las empresas más fuertes con el propósito de influir en las políticas que les atañen. El grupo trabaja tanto a nivel nacional como europeo.

## Historia
Los orígenes de la Mesa Redonda Europea de Industriales datan de los primeros 80. La economía europea sufría de un alto índice de desempleo a pesar del crecimiento económico, lo que fue percibido como una falta de dinamismo, innovación y competitividad comparado con la situación de Japón y los Estados Unidos.
Bajo la iniciativa de Pehr G. Gyllenhammar (director ejecutivo de Volvo), 17 ejecutivos europeos se encontraron en París los días 6 y 7 de abril de 1983. Acordaron crear una organización que fuese capaz de transmitir sus mensajes sobre el estado de la economía a los líderes europeos. El núcleo de sus propuestas eran la modernización de las bases industriales para recuperar la competitividad. El grupo opinaba que había una falta de políticas comunes en temas industriales, comparado por ejemplo a la Política Agraria Común (PAC).
Al encuentro parisino acudieron: Pehr G. Gyllenhammar (Volvo), Karl Beurle (Thyssen), Carlo De Benedetti (Olivetti), Curt Nicolin (ASEA), Harry Gray (United Technologies), John Harvey - Jones (ICI), Wolfgang Seelig (Siemens), Umberto Agnelli (Fiat), Peter Baxendell (Shell), Olivier Lecerf (Lafarge Coppée), José Bidegain (Cie de St Gobain), Wisse Dekker (Philips), Antoine Riboud (BSN), Bernard Hanon (Renault), Louis von Planta (Ciba-Geigy) and Helmut Maucher (Nestlé). François-Xavier Ortoli y Étienne Davignon fueron los representantes de la Comisión Europea en el encuentro.
En un segundo encuentro producido el 1 de junio de 1983 en Ámsterdam, la ERT fue constituida (se fijaron sus bases y su financiación): el objetivo sería promover la competitividad a nivel europeo.
Por otro lado, el grupo jugó un importante papel en la planificación del Puente de Oresund entre Dinamarca y Suecia como parte de su proyecto European Link para mejorar las infraestructuras a nivel europeo. Este proyecto incluye asimismo otros proyectos internacionales como el puente sobre Fehmarn-Bält entre Dinamarca y Alemania. Más tarde, la ERT participó activamente en la promoción de las primeras redes transeuropeas.
La década de mayor actividad de la ERT fue la que va de 1988 a 1998, bajo diferentes presidentes: Wisse Dekker (Países Bajos), Jérôme Monod (Francia) y Helmut Maucher (Suiza), con Keith Richardson como Secretario General. Durante este tiempo, la ERT publicó influyentes informes en los ámbitos del mercado interior, las infraestructuras, la educación, el medio ambiente, la sociedad de la información, la competitividad, la creación de empleo y las cuestiones fiscales. La ERT fomentó la consulta directa entre el gobierno y la industria a muchos niveles diferentes. Su papel activo en el fomento de la primera cooperación mundial del G8 en la creación de normas comunes para la Sociedad de la Información fue reconocido por los líderes de varios países, incluido el presidente Bill Clinton.
Desde el principio, la política de ERT apoyó la ampliación de la Unión Europea. Promovió y a menudo dirigió diálogos empresariales entre la UE y los círculos empresariales de Estados Unidos y Japón, así como de los países en desarrollo. La ERT lideró desde el principio la presentación de contribuciones positivas a la controversia sobre el calentamiento global y el control de las emisiones de dióxido de carbono. Dos ámbitos más recientes de la contribución de la ERT son las pensiones y las normas internacionales

## Presidentes
- 1983 - 1988: Pehr G. Gyllenhammar (Volvo)
- 1988 - 1992: Wisse Dekker (Philips)
- 1992 - 1996: Jérôme Monod (Suez Lyonnaise des Eaux)
- 1996 - 1999: Helmut Maucher (Nestlé)
- 1999 - 2001: Morris Tabaksblat (Reed Elsevier) (Unilever)
- 2001 - 2005: Gerhard Cromme (ThyssenKrupp)
- 2005 - 2009: Jorma Ollila (Nokia)
- 2009 - 2014: Leif Johansson (Ericsson)
- 2014 - 2018: Benoît Potier (Air Liquide)
- Desde 2018: Carl-Henric Svanberg (AB Volvo)

## Lista de los miembros (2021)
- Hilde Merete Aasheim (Norsk Hydro)
- Jean-Paul Agon (L'Oréal)
- Zoltán Áldott (MOL)
- José María Álvarez-Pallete (Telefónica)
- Nils S. Andersen (AkzoNobel)
- Paulo Azevedo (Sonae)
- Guido Barilla (Barilla)
- Martin Brudermüller (BASF)
- Paul Bulcke (Nestlé)
- Pierre-André de Chalendar (Saint-Gobain)
- Jean-Pierre Clamadieu (Engie)
- Ian Davis (Rolls-Royce)
- Rodolfo De Benedetti (CIR)
- Rafael del Pino (Ferrovial)
- Claudio Descalzi (Eni)
- Stefan Doboczky (Lenzing)
- Henrik Ehrnrooth (KONE)
- Börje Ekholm (Ericsson)
- Christoph Franz (Hoffmann-La Roche)
- Ignacio S. Galán (Iberdrola)
- Paul Hermelin (Capgemini)
- Timotheus Höttges (Deutsche Telekom)
- Pablo Isla (Inditex)
- Jan Jenisch (LafargeHolcim)
- Leif Johansson (AstraZeneca)
- Ilham Kadri (Solvay)
- Ola Källenius (Daimler)
- Christian Klein (SAP)
- Thomas Leysen (Umicore)
- Helge Lund (BP)
- Pekka Lundmark (Nokia)
- Martin Lundstedt (AB Volvo)
- Florent Menegaux (Michelin)
- Lakshmi Mittal (ArcelorMittal)
- Stefan Oschmann (Merck Group)
- Benoît Potier (Air Liquide)
- Patrick Pouyanné (Total)
- Alessandro Profumo (Leonardo S.p.A.)
- Stéphane Richard (Orange)
- Gianfelice Rocca(Techint)
- Björn Rosengren(ABB)
- Güler Sabanci (Sabancı Holding)
- Søren Skou (A.P. Møller-Mærsk)
- Tony Smurfit (Smurfit Kappa)
- Jim H. Snabe (Siemens AG)
- Jonathan Symonds (GlaxoSmithKline)
- Johannes Teyssen (E.ON)
- Simon Thompson (Rio Tinto Group)
- Ben van Beurden (Royal Dutch Shell)
- Jean-François van Boxmeer (Vodafone)
- Dolf van den Brink ( Heineken)
- Frans van Houten (Royal Philips)
- Jacob Wallenberg (Investor AB)
- Peter Wennink (ASML)
- Oliver Zipse (BMW Group)

(Fuente: ERT)